# Heino Ernst von Heimburg
Heino Ernst von Heimburg (* 11. Januar 1764 in Nordgoltern; † 2. März 1839 in Westerstede) war großherzoglich oldenburgischer Landjägermeister in Westerstede.

## Herkunft
Sein Großvater war der hannoverische Generalleutnant Martin Friedrich von Heimburg. Seine Eltern waren Wilhelm August von Heimburg (* 17. Januar 1728; † 24. Dezember 1775) und dessen Ehefrau Maria Sophie von Hassell (* 20. September 1736; † 1819).

## Leben
Er ging jung in den hannoverischen Militärdienst und verkaufte 1787 Benzingerode um Schulden zu tilgen. Im gleichen Jahr heiratete er Auguste Dommes und stieg letztlich bis zum Major auf. Im Jahr 1795 wurde er geschieden und war in Oldenburg stationiert, wo er Charlotte von Tessier kennen lernte und heiratete, die aber kurz nach der Hochzeit verstarb. Anschließend heiratete er deren Schwägerin Henriette Wilhelmine von Kaas verwitwete von Tessier. Nach seinem Abschied in diesem Jahr widmete er sich dem Forst- und Jagdwesen, am 1. Januar 1799 wurde er vom Großherzog zum Forstmeister von Oldenburg ernannt. Im Februar 1811 wurde Oldenburg von Frankreich unter Napoleon annektiert. Heimburg zog sich daraufhin auf sein Gut zurück. Als die Franzosen im November 1813 flohen, übernahm Heimburg wieder die Position des geflohenen Forstmeisters. Am 11. April 1827 wurde er zum Landjägermeister ernannt. Im Frühjahr 1828 zog er nach Westerstede. Er blieb bis zum Neujahr 1838 in seinem Amt.
Zu seinem Verdiensten zählt die Bewaldung der Osenberge. Er war auch ein begeisterter Autor und veröffentlichte z. B. in der Zeitschrift Irene des Oldenburgers von Halem.

## Familie
Er heiratete am 18. Oktober 1787 Auguste Dommes. Das Paar hatte vier Kinder. Seine Frau ließ sich scheiden, als ein illegitimes Kind dazu kam. Sie verlangte ihre Mitgift und um diese bezahlen zu können, musste Heimburg auch das Gut Baden verkaufen. Seine geschiedene Frau ging mit den Kindern nach Hannover; er nach Oldenburg. In Oldenburg heiratete er Charlotte von Tessier († 1. März 1797), nach ihrem Tod heiratete er am 20. August 1797 deren Schwägerin Henriette Wilhelmine von Kaas verwitwete von Tessier (* 1769; † 26. Oktober 1824). Das Paar hatte vier Söhne und vier Töchter.
- Friedrich Hieronymous (* 9. September 1788; † 18. April 1862), Oberst, Kommandant von Hildesheim[2]

⚭ Henriette von Müller
⚭ Pauline Schädler verwitwete Lang (* 13. November 1806; † 20. Mai 1872), Eltern der Generäle Paul und Friedrich
- Georg Christian (* 23. November 1789; † 5. Februar 1867), hannoverischer Major
- Ernst Heino (* 10. Dezember 1791; † 11. April 1863), britischer Oberstleutnant, KGL ⚭ Emilie Schmiedel (* 5. November 1814; † 17. August 1867),
- Friedrich Martin Christian Georg  († 1846), oldenburgischer Hauptmann ⚭ Anna Menke

- Franziska (* 1800; † 14. August 1836) ⚭ Adam Ernst Rochus von Witzleben († 14. August 1868), Oberstallmeister
- Paul Friedrich August (* 17. Oktober 1801; † 30. Oktober 1878)

⚭ Friederike Köhnemann (* 30. September 1803; † 14. August 1829)
⚭ Ernestine Köhnemann
- Hans Ernst Emil (* 16. März 1806; † 13. Oktober 1881), Oberamtmann von Jever ⚭ Helene Marie Scheer (* 20. April 1813; † 22. März 1857)
- Karl Joseph (* 30. Juni 1807; † 22. Juli 1897), oldenburgischer Regierungsrat[3] ⚭ Emma Charlotte Frederike Friederike Schmedes (* 17. Juli 1813; † 13. April 1888)
- Agnes ⚭ N.N. Köhnemann, hannoverischer Oberstleutnant
- Ottilie Christiane Sophie (* 20. April 1811; † 17. Oktober 1888) ⚭ Franz Wilhelm von Heimburg († 4. Juni 1876)
- Lisette

## Werke
Neben zahlreichen Gedichten veröffentlichte er
- 1804, "Zeichnungen nach Natur und Phantasie"
- 1809, "Romantisches Taschenbuch auf das Jahr 1809, mit Kupfern von Bremen und Aurich"